# Eagles de Newark
Les Eagles de Newark sont une ancienne franchise de baseball basée à Newark (New Jersey) qui a évolué en Negro National League entre 1935 et 1948.   

## Histoire
Abe et Effa Manley achetent les Dodgers de Newark à Charles Tyler puis fusionnent la franchise avec les Eagles de Brooklyn pour créer les Eagles de Newark en 1936. 
Pour leur première saison, ils terminent 4e de la Negro National League avec 27 victoires et 31 défaites à 9,5 matchs de la 1re place. Les Eagles terminent deuxième la saison suivante, 6 matchs derrière les Grays de Homestead. En 1939, les Eagles terminent deuxième et se qualifient pour des séries éliminatoires. Ils affrontent les Elite Giants de Baltimore mais perdent 3 rencontres à 1.  
Les Eagles se classent ensuite 3e entre 1940 et 1942, ont une fiche négative (plus de défaites que de victoires) entre 1942 et 1944 à la suite du départ de joueurs comme Monte Irvin, Larry Doby ou encore Leon Day qui s’engagent avec l’armée américaine.  
En 1945, les Eagles se hissent à la 2e place, 7,5 matchs derrière les Grays de Homestead.  
En 1946, les Eagles parviennent à remporter la Negro National League. Ils affrontent les Monarchs de Kansas City en Série mondiale. Les Eagles remportent le match 7 3-2 et remportent la série. Près de 120 000 fans se sont déplacés au stade lors de la saison 1946.  
En 1948 la ligue fait faillite à la suite de l'intégration des joueurs noirs en ligue majeure. Les Eagles de Newark deviennent les Eagles de Houston en 1949 et participe à la Negro American League. En 1951, les Eagles sont relocalisés à la Nouvelle-Orléans et font faillite à la fin de l'année.

## Historique des saisons
| Année | Matchs joués | Victoires | Défaites | Égalités | Ratio | Classement | Managers                            |
| ----- | ------------ | --------- | -------- | -------- | ----- | ---------- | ----------------------------------- |
| 1948  | 61           | 31        | 29       | 1        | .517  | 3 sur 6    | W.Bell (33-32)                      |
| 1947  | 92           | 51        | 40       | 1        | .560  | 2 sur 6    | B.Mackey (53-42)                    |
| 1946  | 74           | 50        | 22       | 2        | .694  | 1 sur 6    | B.Mackey (56-24)                    |
| 1945  | 49           | 27        | 22       | 0        | .551  | 2 sur 6    | W.Wells (11-10) et B.Mackey (18-13) |
| 1944  | 63           | 27        | 36       | 0        | .429  | 5 sur 6    | M.Suttles (32-35)                   |
| 1943  | 58           | 26        | 32       | 0        | .448  | 4 sur 7    | M.Suttles (26-32)                   |
| 1942  | 61           | 28        | 30       | 3        | .483  | 3 sur 6    | W.Wells (36-33)                     |
| 1941  | 59           | 30        | 28       | 1        | .517  | 3 sur 6    | B.Mackey (30-25)                    |
| 1940  | 51           | 28        | 22       | 1        | .560  | 3 sur 6    | D.Lundy (21-20) et B.Mackey (5-2)   |
| 1939  | 56           | 32        | 23       | 1        | .582  | 2 sur 7    | D.Lundy (37-21)                     |
| 1938  | 53           | 23        | 30       | 0        | .434  | 5 sur 7    | D.Lundy (9-11)                      |
| 1937  | 59           | 36        | 21       | 2        | .632  | 2 sur 6    | T.Burnett (15-13) et D.Lundy (21-9) |
| 1936  | 59           | 27        | 31       | 1        | .466  | 4 sur 7    | W.Bell (14-20)                      |

### Palmarès
Champion de la Negro National League (deuxième version) : 1946
Vainqueur de la Série mondiale des ligues noires : 1946

## Membres notables au temple de la renommée du baseball

### Joueurs
- Biz Mackey (en)
- Mule Suttles (en)
- Larry Doby
- Willie Wells (en)
- Leon Day (en)
- Ray Dandridge (en)
- Monte Irvin (en)

### Propriétaire
- Effa Manley